# Volo Aeroflot 2022
Il volo Aeroflot 2022 era un volo passeggeri nazionale sovietico di linea tra l'aeroporto Internazionale di Vilnius, RSS Lituana, e l'aeroporto di Mosca-Vnukovo, RSFS Russa, che si schiantò il 16 dicembre 1973, provocando la morte di tutte le 51 persone a bordo. Il volo aveva subito una perdita di controllo a causa di un malfunzionamento dei suoi equilibratori, che lo fece schiantare durante la sua discesa finale verso Mosca. Al momento dello schianto, il disastro era il peggiore nella storia dell'aviazione di un Tupolev Tu-124 da quando era entrato in servizio con Aeroflot nel 1962.

## L'aereo
Il velivolo coinvolto era un Tupolev Tu-124V, marche CCCP-45061. Il Tu-124V era una variante del Tu-124 originale introdotta nel 1962. La variante "V" modificava l'aereo per poter ospitare 56 passeggeri invece di 44 e aveva anche maggiore autonomia e capacità di carico. Il CCCP-45061 era spinto da due motori turboventola Soloviev D-20P e aveva volato per la prima volta nel 1964. Era stato assegnato alla divisione lituana di Aeroflot. Al momento dell'incidente, l'aereo aveva accumulato 14 903 ore di volo e 13 832 cicli di pressurizzazione.

## Passeggeri ed equipaggio
I sei membri dell'equipaggio erano a bordo del volo Aeroflot 2022 erano:
- Stepan Bojko, il comandante;
- Eugenijus Karnila, il copilota;
- Juozas Časas, l'ufficiale di navigazione;
- Juno Šamaev, l'ingegnere di volo;
- Maria Krikova, l'unica assistente di volo.

L'equipaggio comprendeva anche un giovane tenente di polizia che vigilava sui passeggeri (furono aggiunti dopo il dirottamento del volo Aeroflot 244 nel 1970).
Tutti i passeggeri erano cittadini sovietici, ad eccezione di un cittadino della Germania Ovest. La maggior parte di loro proveniva dalla RSS Lituana. I corpi delle vittime vennero cremati a Mosca il 21 dicembre.

## L'incidente
Alle 18:10 MSK del 16 dicembre 1973, il volo decollò dall'aeroporto di Vilnius, RSS Lituana, e proseguì verso est diretto all'aeroporto di Mosca-Vnukovo, RSFS Russa, con sei membri dell'equipaggio e 45 passeggeri a bordo. Il volo 2022 salì all'altitudine di crociera di 25 600 piedi (7 800 m) e alle 19:03 i controllori del traffico aereo di Mosca autorizzarono i piloti a iniziare una discesa a 18 700 piedi (5 700 m). Alle 19:11 MSK, i piloti riferirono che l'aereo era entrato in una picchiata e stavano avendo difficoltà a recuperarlo. A soli 6 600 piedi (2 000 m) dal suolo, i piloti furono in grado di stabilizzare per un breve tempo l'aereo, che poi entrò in uno stallo seguito da un avvitamento verso il basso. Alle 19:13 MSK, il Tu-124 si schiantò al suolo vicino al villaggio di Karačarovo, a nord-ovest di Mosca. Tutte le 51 persone a bordo dell'aereo persero la vita. Al momento dell'incidente, la visibilità segnalata era di 2-4 chilometri e il cielo era nuvoloso.

## Le indagini
La successiva indagine escluse problemi ai motori o condizioni meteorologiche avverse come condizioni contribuenti all'incidente. Inoltre, non vennero trovati problemi fisici nei componenti del timone, negli alettoni e nei flap del velivolo. Gli investigatori conclusero che un cortocircuito aveva causato la deviazione del correttore di assetto dell'equilibratore e il mantenimento della sua posizione verso l'alto. Di conseguenza, i piloti avevano perso il controllo orizzontale e l'aereo era entrato in una spirale verso il basso.